# Ducado de Castro-Terreño

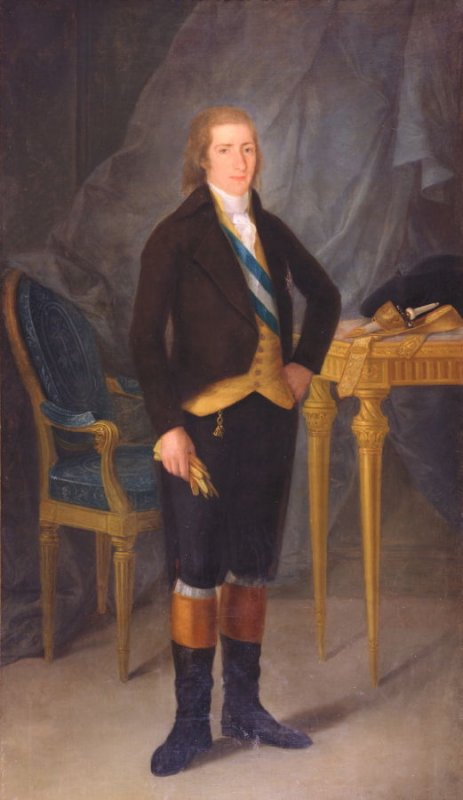
Prudencio de Guadalfajara, i duque de Castro-Terreño.

Escudo de Armas de la v duquesa de Castro Terreño, bajo el manto de grandes de España; los Villar-Villamil, un árbol de sinople sobre plata; los Ezpeleta, un león rampante de gules sobre plata.

Escudo de Armas de la vii duquesa de Castro-Terreño. Partido en dos, primero el de los Sánchez-Navarro; segundo, cuartelado, el de los Villar-Villamil y Ezpeleta.

El ducado de Castro-Terreño es un título nobiliario español creado el 27 de mayo de 1825 por el rey Fernando VII a favor de Prudencio de Guadalfajara, ii conde de Castro-Terreño.
Prudencio de Guadalfajara, era hijo de Melchor Guadalfajara, i conde de Castro-Terreño y de Ángela de Aguilera. 
El ducado de Castro-Terreño, se creó por elevación del condado de Castro-Terreño, que se había creado en 1782. Se le concedió la Grandeza de España, con carácter hereditario el 26 de febrero de 1847.
Su denominación hace referencia a la dehesa de Castro-Terreño, término de Sobradillo de Palomares y provincia de Zamora.

## Duques de Castro-Terreño
|                           | Titular                                                  | Periodo                   |
| Creación por Fernando VII | Creación por Fernando VII                                | Creación por Fernando VII |
| ------------------------- | -------------------------------------------------------- | ------------------------- |
| i                         | Prudencio de Guadalfajara                                | 1825-1855                 |
| ii                        | María Amalia del Pilar Aguirre Zuazo y Acedo             | 1855-1857                 |
| iii                       | José María de Ezpeleta y Aguirre-Zuazo                   | 1857-1885                 |
| iv                        | José María Ortuño de Ezpeleta y Samaniego                | 1885-1919                 |
| v                         | María de la Purificación de Ezpeleta y Álvarez de Toledo | 1922-1946                 |
| vi                        | Fernando de Villar-Villamil y Ezpeleta                   | 1951-1984                 |
| vii                       | Blanca María del Carmen de Villar-Villamil y Ezpeleta    | 1987-1993                 |
| viii                      | Carlos Sánchez-Navarro y Villar-Villamil                 | 1995-2010                 |
| ix                        | Ana Sánchez-Navarro y Quintana                           | 2010-actual titular       |

## Historia de los duques de Castro-Terreño
- Prudencio de Guadalfajara (Zamora, 28 de abril de 1761 –Madrid, 16 de junio de 1855), i duque de Castro-Terreño, ii y último conde de Castro-Terreño (elevado a ducado), Caballero de la Orden del Toisón de Oro y de la Orden de Carlos III, así como Caballero de la Real Cofradía de Caballeros Cubicularios de Zamora. Teniente General, Senador vitalicio por la provincia de Zamora. Prócer del reino y, con carácter interino, ministro de la Guerra entre agosto y septiembre de 1835.

1. Casó con María Josefa de Gálvez y Valenzuela (1776-1817), ii marquesa de la Sonora.
2. Casó con María de las Mercedes Osorio y Zayas.

Sin descendientes de ninguno de sus matrimonios, le sucedió:
- María Amalia del Pilar Aguirre-Zuazo y Acedo (Vitoria, Reino de España, 6 de agosto de 1801 - Bearne, 29 de octubre de 1876), ii duquesa de Castro-Terreño, vii marquesa de Montehermoso, iii condesa de Echauz, xii condesa de Triviana y vi condesa del Vado.

1. Casó con José María de Ezpeleta y Enrile y Alcedo, ii conde de Ezpeleta de Veire, Diputado de las Cortes por Navarra, Senador del Reino por Navarra y posteriormente vitalicio, Vicepresidente del Senado español, Gentilhombre de Cámara de S.M., caballero de la Real y Militar Orden de San Fernando, San Hermenegildo y Gran Cruz de la Orden de Carlos III. Le sucedió su hijo:

- José María Ortuño de Ezpeleta y Aguirre-Zuazo, (Pamplona, Reino de España, 4 de septiembre de 1818 - 8 de junio de 1885), Nació en el Palacio familiar de Ezpeleta, iii duque de Castro-Terreño, iii conde de Ezpeleta de Veire, xii conde de Triviana. Se le concedió su segunda Grandeza de España de primera clase al elevar a grande el condado de Ezpeleta de Veire. Se involucró en la política y fue Diputado de las Cortes por Navarra, Senador del Reino por Navarra y Gentilhombre de Cámara de la reina Isabel II.

1. Casó con María de la Soledad Samaniego y Asper de Neoburgo, Dama de S.M. y de la Orden de María Luisa, hija de Joaquín Félix de Samaniego y Urbina, iv marqués de Valverde de la Sierra, y descendiente del Elector Palatino, Duque Palatino de Neoburgo. Le sucedió su hijo:

- José María Ortuño de Ezpeleta y Samaniego Pamplona, Reino de España, 2 de enero de 1846 - Biarritz, Francia, 28 de marzo de 1919), nació en el Palacio de Ezpeleta y por herencia paterna, iv duque de Castro-Terreño, v conde de Echauz, iv conde de Ezpeleta de Veire, ix marqués de Montehermoso, xiii conde de Triviana. Nieto de la iv condesa de Echauz. Fue jefe de la casa de Isabel II de España, gentilhombre de la cámara de la reina, maestrante de la Real de Zaragoza.

1. Casó con María Álvarez de Toledo y Caro,  xxii condesa de Adernó, en Italia. Descendiente de una de las más ilustres casas nobiliarias españolas, la Casa de Medina Sidonia, Villafranca, y los Vélez, fue la hija mayor de José Joaquín Álvarez de Toledo y Silva, xviii Duque de Medina Sidonia, Príncipe de Montalbán y uno de los grandes inmemoriales de 1520. Le sucedió su hija:

- María de la Purificación de Ezpeleta y Álvarez de Toledo (Madrid, 11 de junio de 1872-Ciudad de México, 1 de mayo de 1946), v duquesa de Castro-Terreño, v condesa de Ezpeleta de Veire, vi conde de Echauz, xiv condesa de Triviana.

1. Casó con Ignacio de Villar-Villamil López de Peralta y Goribar. Le sucedió su hijo:

- Fernando de Villar-Villamil y Ezpeleta (Île de France, París, Francia, 30 de agosto de 1899 - México, 14 de marzo de 1984), vi duque de Castro-Terreño, vii conde de Echauz, xv conde de Triviana. Sin descendientes. Le sucedió su hermana:

- Blanca María del Carmen de Villar-Villamil y Ezpeleta (1913-1993), vii duquesa de Castro-Terreño, viii condesa de Echauz, xvi condesa de Triviana.

1. Casó con Carlos Sánchez de Navarro. Le sucedió su hijo:

- Carlos Sánchez de Navarro y Villar-Villamil (n. en 1947), viii duque de Castro-Terreño, viii conde de Ezpeleta de Veire, marqués de Montehermoso, xvii conde de Triviana, conde de Echauz, conde de Ezpeleta de Veire.

1. Casó con Luz de Lourdes Quintana y Crespo. Le sucedió en virtud de la ley 2006 de igualdad en la sucesión:

- Ana Sánchez de Navarro y Quintana (n. en 1972), ix duquesa de Castro-Terreño.

ACTUAL DUQUESA DE CASTRO-TERREÑO